# Сумм, Любовь Борисовна
Любовь Борисовна Сумм (род. 1966, Москва) — российская переводчица с английского, немецкого, латыни, кандидат филологических наук.

## Биография
Родилась в семье учёного-химика Бориса Давидовича Сумма, внучка поэта Павла Когана и писательницы Елены Ржевской.
Окончила классическое отделение филологического факультета Московского государственного университета им. М. В. Ломоносова. Переводила Честертона, Клайва Льюиса, Плутарха, Франциска Ассизского, Джонатана Франзена, Ивлина Во, Салмана Рушди, дневники Геббельса.
В марте 2022 года была задержана на Пушкинской площади в Москве за чтение стихотворения Некрасова «Внимая ужасам войны» в знак протеста против российского вторжения на Украину. В апреле судья Тверского райсуда Утешев С.В. назначил ей за это административное наказание в виде штрафа в размере 50 тыс. руб. Судья на апелляции ей сказала: «Если вам было так важно прочитать вслух, то почему вы это не сделали дома, на кухне?» «Дома я их читала много раз, — отвечала Сумм, — но все мы нуждаемся в общении. Я хотела прочесть там, где есть другие люди, которые вспомнят эти стихи из школьной программы по литературе, мы переглянемся. Диалог — это первичная человеческая потребность. Я уже не говорю о том, что это мое гражданское право: почему я должна у себя на кухне зачитывать стихи собакам, которые немножко удивляются, слушая их уже в десятый раз?»

## Творческий метод
Критики отмечают, что исследования Любови Сумм происходят на границе языка оригинала и перевода.

### Научные работы
- Сумм Л. Б. Диалектика образного языка Эсхила. Автореф. дисс. на соиск. учен. степ. канд. филол. наук. — М., 1994.
- Любовь Сумм. В поисках Итаки. — М.: Издательский дом «Практика», 2023.

### Избранные произведения, переведённые  Л. Б. Сумм, а также изданные при ее участии
- Я познаю мир. Клады и сокровища. Детская энциклопедия / [Авт.-сост. Л. Б. Сумм]. — М.: Олимп; Назрань: АСТ, 1998.
- Я познаю мир. Клады и сокровища. Детская энциклопедия / [авт.-сост. Л. Б. Сумм]. — М.: Астрель, АСТ, 2005.
- Маккормак Э. Первая труба к бою против чудовищного строя женщин / Пер. с англ. Л. Сумм. — М.: Эксмо, 2006.
- Плутарх. Застольные беседы / Пер. с древнегреч. Л. Сумм и др. Предисл., прил.: Л. Сумм. — М.: Эксмо, 2008. ISBN 978-5-699-29466-4
- Oxford. Новая детская энциклопедия: [для среднего школьного возраста] / Пер. с англ. Л. Б. Сумм. — М.: Росмэн, 2009.
- Норткатт В. Премия Дарвина: эволюция в действии / Пер. с англ. Л. Сумм. — М.: АСТ Corpus, 2015.
- Словарь перемен / Авт.-сост. Марина Вишневецкая; ред.: Любовь Сумм. — М.: Три квадрата, 2015.
- Харари Ю.Н. Sapiens. Краткая история человечества /Пер. с англ. Л.Сумм. — М.: Синдбад, 2016
- Франкл В. О смысле жизни /Пер. с англ. Л.Сумм. — М.: Альпина нон-фикшн, 2019
- Франкл В. Воля к смыслу /Пер. с англ. Л.Сумм. — М.: Альпина нон-фикшн, 2018
- Франкл, Виктор. Доктор и душа: Логотерапия и экзистенциальный анализ  /Пер. с англ. Л.Сумм. — М.: Альпина нон-фикшн, 2017
- Франкл, Виктор Воспоминания /Пер. с англ. Л.Сумм. — М.: Альпина нон-фикшн, 2016
- Макграт А. Клайв Стейплз Льюис. Человек, подаривший миру Нарнию /Пер. с англ. Л.Сумм. — М.: Бомбора, 2018
- Франзен, Джонатан. Поправки  /Пер. с англ. Л.Сумм. — М.: Corpus, 2005
- Льюис К.С. Космическая трилогия /Пер. с англ. Л.Сумм., Н.Трауберг, Е.Парахневич  — М.: Corpus, 2005
- Льюис К.С. Настигнут радостью. Исследуя горе /Пер. с англ. Л.Сумм., С.Лихачева  — М.: АСТ, 2022
- Франкл В. О смысле жизни /Пер. с англ. Л.Сумм. — М.: Альпина нон-фикшн, 2019
- Фигерас П. Смерть, Суд и Царство. Смерть и посмертная участь — М.: Практика, 2022
- Гурна, Абдулразак. Рай  /Пер. с англ. Л.Сумм. — М.: Альпина Паблишер, 2022